# Oriflame
Oriflame Holding AG är ett internationellt kosmetikaföretag av nätverksförsäljningstyp, grundat i Sverige 1967 av bröderna Jonas af Jochnick, Robert af Jochnick och Bengt Hellsten, som säljer främst skönhets- och kroppsvårdsprodukter. Huvudkontoret för Oriflame ligger i Schaffhausen, Schweiz och har ett registrerat kontor i Stockholm, Sverige. Oriflame Holding AG var noterat på Nasdaq Nordic fram till 17 juli 2019.

## Verksamhet
Företaget har cirka 6 000 anställda, 1 000 produkter i sortimentet och en omsättning på över 1,3 miljarder Euro. Oriflame bedriver verksamhet i mer än 60 länder, där företagets skönhetsprodukter marknadsförs av över 3 miljoner oberoende Oriflame Brand Partners.
Marknadsföring och försäljning sker online, under 2019 placerades 96% av företagets globala order online, av dessa gjordes 55% på mobila enheter. Företagets viktigaste marknadsföring sker via kataloger som utkommer cirka: 17 ggr/år, där de två sista katalogerna 16 och 17 är extra tjocka julkataloger. Katalogproduktionen är indelad i 5 olika regioner; Afrika, Asien, Central och Latinamerika, Östeuropa samt Västeuropa som alla vardera ger ut en unik, lokalt marknadsanpassad katalog till respektive region.
2023 efterträdde Anna Malmhake, Magnus Brännström som VD efter Brännströms 18-åriga tjänstgöring.

## Samarbete med högskolor och universitet
Företaget är en av medlemmarna, benämnda Partners, i Handelshögskolan i Stockholms partnerprogram för företag som bidrar finansiellt till högskolan och nära samarbetar med den vad gäller forskning och utbildning.[källa behövs]

## Oriflame Foundation
Oriflame Holding AG stödjer NGO:s och flera globala välgörenhetsorganisationer. Dessa inkluderar World Childhood Foundation, grundad av Drottning Silvia och medgrundad av Oriflame och Af Jochnick Foundation. Oriflame Foundation ger bidrag till projekt som är utvalda eller initierade av de lokala marknaderna.